# Larry Scott (culturiste)
Pour le joueur de tennis, voir Larry Scott (tennis).
Larry Scott est un culturiste américain né le 12 octobre 1938 à Blackfoot (Idaho) et mort le 8 mars 2014 à Salt Lake City (Utah).

## Biographie
Il est reconnu dans le monde du culturisme pour le bombé de ses biceps. Un exercice de flexion du biceps au pupitre porte son nom.
Larry Scott fut le 1er Mr. Olympia de l'histoire (1965 et 1966), avant Sergio Oliva puis Arnold Schwarzenegger. Il mesurait 1,72 m et son tour de bras faisait 50 cm. Bien que par la suite des centaines de culturistes développèrent un tour de bras de plus 50 cm, il s'agissait pour l'époque d'une performance remarquable (Arnold Schwarzenegger par exemple avait un tour de bras de 53 cm mais une taille de 1,88 m). Larry était surnommé « The Legend ».
Larry Scott est également un des pères fondateurs du pupitre éponyme. Cet équipement de musculation servant à l'isolation du biceps brachial, créé par Vince Gironda, a été amélioré et mondialement popularisé par Larry Scott. L'équipement est désormais couramment désigné sous le nom de "pupitre Larry Scott".
Il a aussi créé l'exercice nommé "Scott Press" ou "Développé Scott", repris ensuite par Arnold Schwarzenegger.
Il est également connu pour ses nombreux voyages à travers l'Amazonie et son action culturelle pour les Indiens. Un village d'Amazonie, Tipimunica, le considère comme un Dieu.
Larry Scott est décédé le 8 mars 2014, à l'âge de 75 ans.

## Historique des compétitions
- 1959 Mr. Idaho, 1er
- 1960 Mr. California - AAU, vainqueur
- 1960 Mr. California - AAU, Most Muscular, 1er
- 1960 Mr. Los Angeles - AAU, Most Muscular, 3e
- 1960 Mr. Los Angeles - AAU, 3e
- 1961 Mr. Pacific Coast - AAU, Le Plus Musclé, 1er
- 1961 Mr. Pacific Coast - AAU, vainqueur
- 1962 Mr. America, Medium, 2e toutes catégories
- 1963 Mr. Universe, Medium, 1er
- 1964 Mr. Universe, Medium, 1er toutes catégories
- 1965 Mr. Olympia, 1er
- 1966 Mr. Olympia, 1er
- 1979 Canada Diamond Pro Cup, 9e
- 1979 Grand Prix Vancouver, non placé